# Referendum costituzionale in Lettonia del 2012
Il referendum costituzionale in Lettonia del 2012 si svolse il 18 febbraio 2012 per proporre l'inserimento nella Costituzione della Lettonia del russo quale seconda lingua ufficiale del Paese, accanto al lettone.
Secondo il censimento del 2011, il russo era la lingua materna parlata dal 37,2% dei residenti, tra cui il 60,3% a Letgallia e il 55,8% nella capitale Riga. Dal 2000, tutte lingue (escluse il lettone e il livone) sono considerate lingue straniere secondo la legge sulle lingue ufficiali in Lettonia, mentre la lingua letgalla è protetta in quanto "variante storica del lettone". Il governo garantisce peraltro alcuni programmi educativi in russo (lingua madre di un quarto della popolazione), polacco, ebraico, ucraino, estone, lituano e bielorusso.

## Contesto
Nel 2010 il partito di destra Alleanza Nazionale iniziò a raccogliere le firme per l'indizione di un referendum per imporre che la lingua lettone fosse impiegata per l'insegnamento in tutte le scuole finanziate con fondi pubblici, riuscendo però a raccogliere solo 120.433 sottoscrizioni, insufficienti per la richiesta referendaria.
Tale raccolta di firme, tuttavia, spinse l'ex leader del ramo lettone del Partito Nazional Bolscevico Vladimir Linderman, il leader del partito di sinistra radicale Yevgeny Osipov e il movimento giovanile "Lettonia Unita" a raccogliere firme per una chiedere loro stessi di rendere il russo quale lingua di stato. Il 9 settembre 2011 l'ONG " Per la lingua materna!" (in russo За родной язык!?; in lettone: Par dzimto valodu!) depositò una petizione firmata da 12.516 persone presso la Commissione elettorale centrale, che autorizzò la raccolta di firme per il referendum dal 1° al 30 novembre 2011, durante la quale sono state raccolte 187.378 delle 154.379 firme richieste e la proposta è stata inviata al Saeima. Il 22 dicembre 2011, il Saeima ha respinto la proposta, portando così alla convocazione di un referendum costituzionale che venne fissato con decreto del 18 febbraio 2012.
I promotori del referendum hanno menzionato la possibile assimilazione culturale dei bambini delle minoranze come motivo principale della protesta. Uno degli obiettivi di questa azione di protesta era anche quello di rallentare il processo in corso di raccolta delle firme da parte dell'Alleanza Nazionale. Coloro che hanno avviato il referendum per rendere il russo lingua co-ufficiale hanno sostenuto: "In tal caso non c'è altro metodo di difesa che l'attacco. L'iniziatore dell'isteria dovrebbe essere scosso fortemente per fermare l'isteria."
Alcuni giuristi hanno affermato che, oltre agli elementi statali, l'iniziativa avrebbe influenzato molteplici diritti umani fondamentali e principi generali del diritto protetti dalla Costituzione della Lettonia, come il diritto di preservare e sviluppare la lingua lettone e l'identità etnica e culturale lettone, di lavorare nelle amministrazioni statali e locali o di ricoprire incarichi pubblici; il diritto di scegliere liberamente il proprio impiego e luogo di lavoro; il diritto all'istruzione; i diritti del bambino; il diritto all'uguaglianza e alla non discriminazione, i principi di proporzionalità, certezza del diritto e legittime aspettative.
I promotori del referendum non hanno negato che il risultato principale avrebbe mostrato un gran numero di sostenitori della lingua russa e che l'obiettivo finale sarebbe stato quello di cambiare lo status della lingua russa da straniera a legale in futuro (per lo meno a livello regionale, laddove vive una maggioranza di cittadini parlanti tale lingua). Lo status ufficiale per il russo è stato richiesto a causa del fatto che la Costituzione e la legge sulla lingua ufficiale non hanno altre definizioni per lo status linguistico oltre a rendere ufficiale una lingua. Gli emendamenti per la concessione di qualsiasi altro status al russo (cioè regionale) avrebbero avuto un rischio maggiore di rigetto da parte della Corte Costituzionale, annullando così il referendum.
L'Alto Commissario per le minoranze nazionali dell'Organizzazione per la sicurezza e la cooperazione in Europa Knut Vollebæk ha programmato di visitare la Lettonia dopo il referendum.

## Modifiche costituzionali proposte
|              | Attuale Costituzione della Lettonia | Proposta di Costituzione della Lettonia |
| ------------ | --- | --- |
| Articolo 4   | La lingua ufficiale nella Repubblica di Lettonia è la lingua lettone. La bandiera della Lettonia è rossa con una striscia bianca. | Le lingue ufficiali nella Repubblica di Lettonia sono il lettone e il russo. La bandiera della Lettonia è rossa con una striscia bianca. |
| Articolo 18  | La stessa Saeima esaminerà i mandati dei suoi membri. L'eletto riceve il suo mandato quando durante una seduta di Saeima fa una solenne promessa: "Io, assumendo i doveri di membro di Saeima, di fronte al popolo lettone giuro (prometto solennemente) di essere fedele alla Lettonia, rafforzando la sua sovranità e la lingua lettone come unica lingua ufficiale dello stato, difendo la Lettonia come Stato indipendente e democratico, assolvo le mie responsabilità in modo equo e in piena coscienza. Prometto di rispettare la Costituzione e la legislazione della Lettonia". | La stessa Saeima esaminerà i mandati dei suoi membri. L'eletto riceve il suo mandato quando durante una seduta di Saeima fa una solenne promessa: "Io, di intraprendere le funzioni di un membro della Saeima, di fronte al popolo lettone giuro (promessa solenne) di essere fedeli alla Lettonia, rafforzando nel contempo la sua sovranità e della Lettonia, nonché russo come lingua unica ufficiale s dello Stato, difendere la Lettonia come Stato indipendente e democratico, adempiere alle mie responsabilità in modo equo e in piena coscienza. Prometto di rispettare la Costituzione e la legislazione della Lettonia". |
| Articolo 21  | La Saeima redige il regolamento interno per la regolamentazione dei propri procedimenti interni e dell'ordine. La lingua di lavoro del Saeima è la lingua lettone. | La Saeima redige il regolamento interno per la regolamentazione dei propri procedimenti interni e dell'ordine. |
| Articolo 101 | Ogni cittadino della Lettonia ha il diritto, secondo le modalità previste dalla legge, di partecipare all'attività dei governi statali e locali, nonché di svolgere il servizio statale. I governi locali sono eletti dai cittadini della Lettonia e dell'Unione Europea che risiedono in Lettonia. Ogni cittadino dell'Unione Europea, che risiede stabilmente in Lettonia, ha il diritto, secondo le modalità previste dalla legge, di partecipare all'attività delle amministrazioni locali. La lingua di lavoro del governo locale è la lingua lettone.                              | Ogni cittadino della Lettonia ha il diritto, secondo le modalità previste dalla legge, di partecipare all'attività dei governi statali e locali, nonché di svolgere il servizio statale. I governi locali sono eletti dai cittadini della Lettonia e dell'Unione Europea, che risiede in Lettonia. Ogni cittadino dell'Unione Europea, che risiede stabilmente in Lettonia, ha il diritto, secondo le modalità previste dalla legge, di partecipare all'attività del governo locale. Le lingue di lavoro dei governi locali sono il lettone e il russo .                                                                            |
| Articolo 104 | Ciascuno ha diritto, secondo le modalità previste dalla legge, di rivolgersi alle istituzioni statali e locali con istanze e di ricevere una risposta concreta. Tutti hanno il diritto di ricevere la loro risposta in lingua lettone. | Ciascuno ha diritto, secondo le modalità previste dalla legge, di rivolgersi alle istituzioni statali e locali con istanze e di ricevere una risposta concreta. Tutti hanno il diritto di ricevere la loro risposta nelle lingue lettone e russa. |

## Campagna

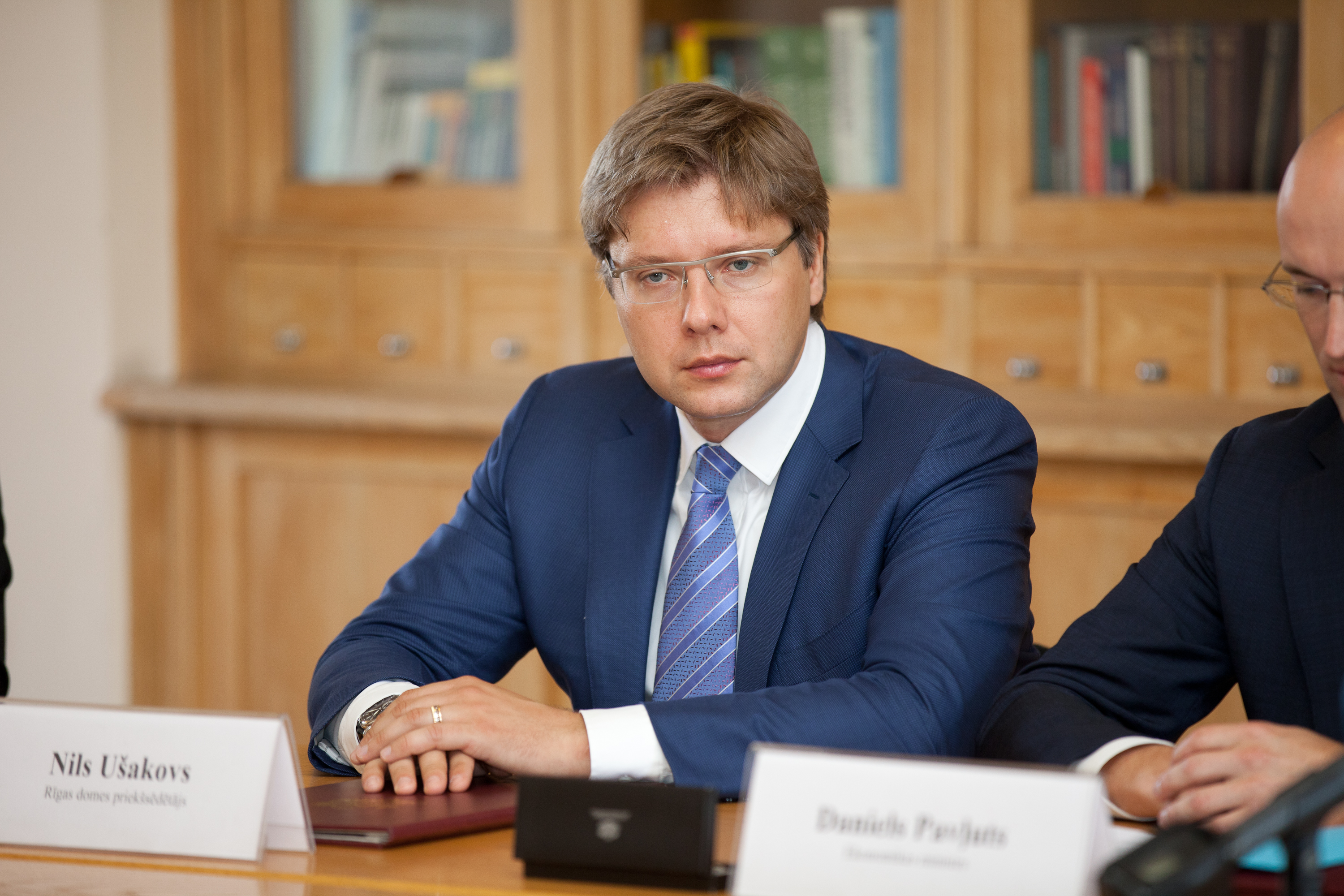
Nils Ušakovs, il primo sindaco di etnia russa di Riga nella Lettonia indipendente

Il leader di Centro dell'Armonia e sindaco di Riga, Nils Ušakovs, dichiarò pubblicamente di firmare la petizione, nonostante il fatto che sia il partito sia il sindaco stesso avessero precedentemente dichiarato di non sostenerla; Ušakovs ha rilasciato una dichiarazione dicendo che era stato irritato dal voto di Alleanza Nazionale contro lo stanziamento di fondi per tale referendum e ha continuato a sostenere che non è una mossa contro la lingua lettone, ma in nome della dignità. Dopo che anche altri deputati, rappresentanti del governo locale e funzionari pubblici del Centro dell'Armonia hanno iniziato a firmare, tra cui il deputato Nikolai Kabanov cui è stato successivamente emesso un avvertimento scritto dal comitato per il mandato, l'etica e le sottomissioni del Saeima per aver violato il giuramento da deputato per cui si promette di rafforzare la lingua lettone come unica lingua ufficiale. Il deputato di CdA Andrejs Klementjevs ha successivamente rifiutato di formulare la posizione ufficiale della sua associazione di partito, affermando che il Centro dell'Armonia aveva preso le distanze dalla questione, tuttavia avrebbe esaminato attentamente la proposta se avesse raggiunto il parlamento.
Gli ex presidenti della Lettonia Guntis Ulmanis, Vaira Vike-Freiberga e Valdis Zatlers, i capi delle organizzazioni della diaspora lettoni (Jānis Kukainis della Federazione mondiale dei Lettoni liberi, Juris Mežinskis dell'Associazione americana lettone; Daina Gūtmane dell'Associazione lettone del Sud America e dei Caraibi; Lauma Vlasova del Congresso lettone della Russia; Pēteris Strazds dell'Associazione lettone di Australia e Nuova Zelanda e Andris Ķesteris della Federazione nazionale lettone in Canada) e la coalizione di Unità, Partito della Riformata e Alleanza Nazionale hanno invitato tutti gli elettori a partecipare al referendum e votare contro il russo come seconda lingua di stato. L'allora presidente Andris Bērziņš inizialmente invitò all'astensione, liquidando l'iniziativa come una provocazione, ma durante la campagna elettorale invitò a votare "no", annunciato che si sarebbe dimesso se il referendum avesse avuto successo. Anche diversi illustri russi lettoni, tra cui lo scultore Gļebs Panteļejevs, il regista Mihails Gruzdovs e la giornalista Marina Kosteņecka, nonché il presidente della confraternita russa Fraternitas Arctica Dmitrijs Trofimovs, hanno chiesto un voto negativo.

## Sondaggi
Secondo una ricerca condotta dall'Istituto baltico delle scienze sociali nel 2004, il 51% degli intervistati (tutti i residenti in Lettonia, inclusi i non cittadini) sosteneva lo status ufficiale del russo, contro il 44% che si opponeva.
Secondo un sondaggio condotto da TNS Lettonia nel gennaio 2012, il 59% dei cittadini avrebbe votato "no", il 25% "sì", il 10% si sarebbe astenuto e il 6% non avrebbe espresso alcuna opinione sulla questione. Secondo un sondaggio condotto da Latvijas fakti nel gennaio 2012, il 62,4% dei cittadini voterebbe "no", il 28% "sì", il 12,8% si asterrebbe e il 7% non ha opinioni sulla questione.

## Seggi elettorali all'estero
In occasione del referendum sono stati allestiti 85 seggi elettorali in 41 paesi stranieri, il maggior numero di sempre. Oltre ai seggi presso tutte le Ambasciate e in molti Consolati Generali e Onorari della Lettonia, i seggi elettorali erano operativi nelle Camere lettoni in Australia, nella Casa Daugavas Vanagi a Londra e nelle Chiese evangeliche luterane lettoni negli Stati Uniti. Altri seggi elettorali erano operativi in Austria, Cile, Irlanda, Norvegia, Svizzera, Venezuela e nelle città britanniche di Boston e Manchester, nonché nell'isola di Guernsey.

## Risultati
Circa tre quarti degli elettori hanno votato contro il russo come seconda lingua nazionale, con la sola regione orientale di Letgallia a maggioranza per il cambiamento. Il referendum ha avuto una partecipazione elettorale notevolmente superiore rispetto alle precedenti elezioni e referendum, con oltre il 71,1% degli elettori registrati che hanno votato.
| Scelta               | Voti      | %     |
| -------------------- | --------- | ----- |
| Sì                   | 273.347   | 24,88 |
| No                   | 821,722   | 74,80 |
| Totale voti validi   | 1.095.069 | 99,68 |
| Schede bianche/nulle | 3.524     | 0,32  |
| Votanti/affluenza    | 1.098.593 | 71,11 |
| Elettori registrati  | 1.545.004 |       |
| Fonte: CVK           |           |       |

### Controversia
Il giorno successivo al referendum il Ministero degli Affari Esteri della Russia annunciò che "l'esito del referendum è lungi dal riflettere il vero umore in Lettonia", riferendosi ai circa 319.000 non cittadini che non hanno potuto partecipare al referendum a causa del loro status. Tuttavia, se anche tutti i 290.660 membri non cittadini della comunità russa avessero partecipato e votato a favore della mozione, la proposta sarebbe stata comunque respinta con il 59,15% di voti contrari e il 40,60% a favore, con un'affluenza in aumento dal 71,11% al 75,68%.

## Analisi
Gli analisti dicono che l'affluenza alle urne, di quasi il 70%, indica la forza dei sentimenti tra molti cittadini lettoni, desiderosi di prendere le distanze culturalmente dai loro ex governanti sovietici. Il referendum può allargare lo scisma nella società e il governo dovrà impegnarsi seriamente per consolidare i due gruppi del Paese. Sebbene i russi che hanno promosso il referendum avessero ammesso di non avere alcuna possibilità di vincere, speravano che - ottenendo almeno che il 25% dei voti a sostegno - avrebbe costretto il governo di centrodestra lettone ad avviare un dialogo con le minoranze nazionali. Molti temono che la minoranza scontenta manterrà la pressione, chiedendo più referendum per cambiare la costituzione della Lettonia a beneficio delle minoranze.